# Halles-mairie d'Évron
Les anciennes halles-mairie d'Évron sont un édifice situé à Évron, en France, reconverti partiellement en médiathèque.

## Localisation
Le monument est situé dans le département français de la Mayenne, dans le bourg d'Évron.

## Historique
Selon l'abbé Angot, les premières halles d'Évron auraient été construites en 1225, remplacées au XVe siècle par celles qui ont été détruites en 1898. Dotées d'une immense charpente et d'un savant système d'assemblage, elles étaient longues de 78 mètres et larges de 12 mètres et constituées de deux nefs en dix-sept travées.
Les halles-mairie sont construites entre 1847 et 1852. Elles sont conçues pour accueillir les halles au rez-de-chaussée et la mairie à l'étage. Les halles sont aménagées en salle des fêtes en 1924 et la mairie déménage en 1971, remplacée par une école de musique, le rez-de-chaussée étant dans ce temps occupé par une salle d'haltérophilie.
À partir de 1983, le bâtiment est vide et se détériore. Après une première décision municipale de démolition contestée en 1984, une réhabilitation est confiée à l'architecte marseillais Amédéo en 1988, qui prévoit la démolition de l'étage ayant accueilli la mairie. La médiathèque, occupant les anciennes halles, est inaugurée en 2001.

## Architecture
L'édifice est inscrit au titre des monuments historiques par arrêté du 20 novembre 1985.